# Michel van Hulten

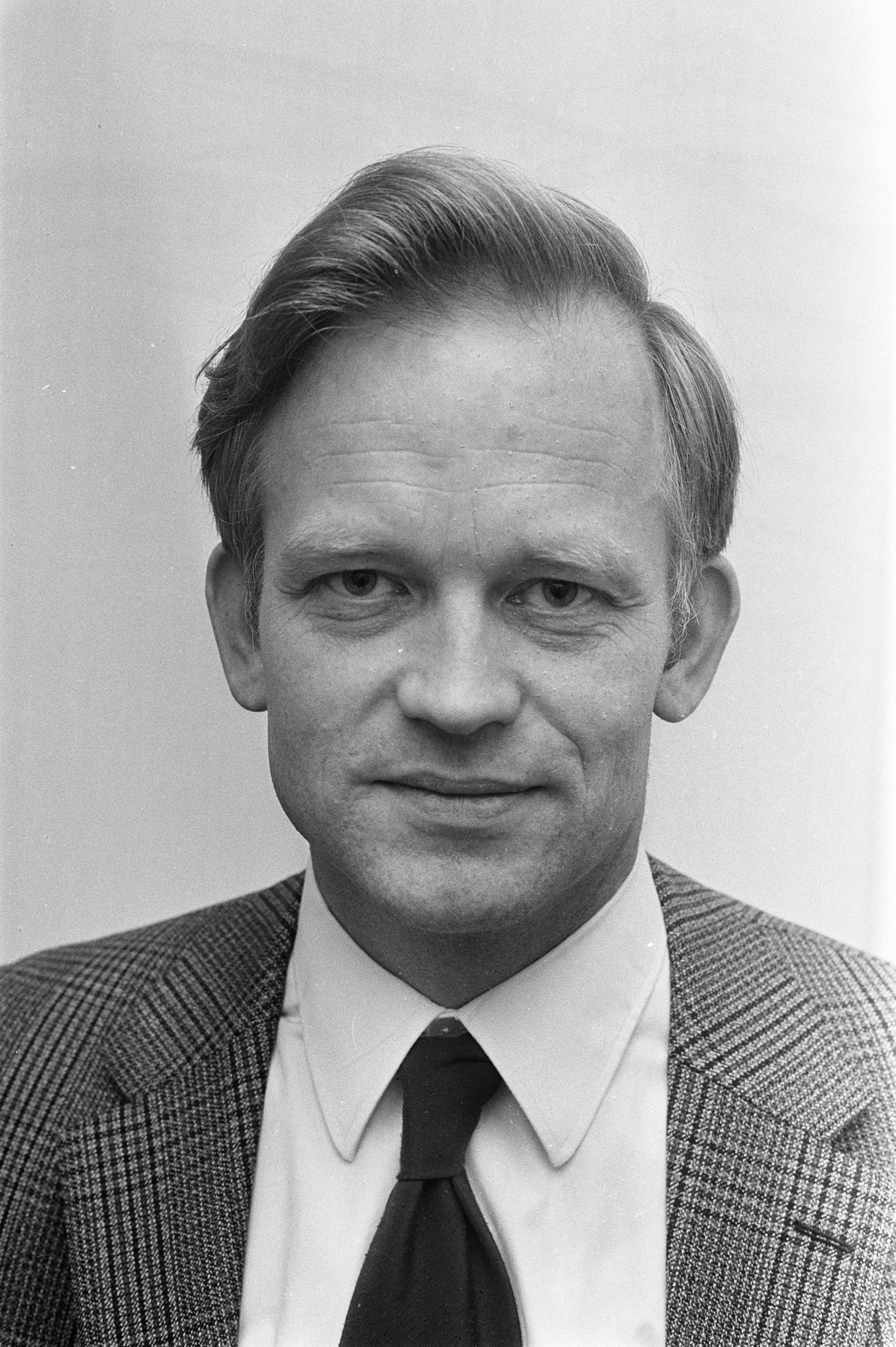
Michel van Hulten (1972)

Michael „Michel“ Henricus Maria van Hulten (* 9. März 1930 in Batavia, Niederländisch-Indien) ist ein niederländischer Politiker der Katholieke Volkspartij (KVP) sowie danach der Politieke Partij Radikalen (PPR), der unter anderem zwischen 1971 und 1972 Mitglied der Ersten Kammer der Generalstaaten sowie von 1972 bis und erneut 1977 Mitglied der Zweiten Kammer der Generalstaaten war. Im Kabinett Den Uyl war er zwischen 1973 und 1977 Staatssekretär im Ministerium für Verkehr und Wasserwirtschaft. In dieser Position hatte er mit Aktionen von Güterkraftverkehrsunternehmern gegen die Einführung des Fahrtenschreibers und von Schiffsführern gegen die Güterverteilung zu kämpfen. Er spielte auch eine wichtige Rolle bei der Verteilung der staatlichen Dienstleistungen und der Verlagerung des Hauptsitzes des öffentlichen Post- und Telekommunikationsunternehmens PTT von Den Haag nach Groningen und war auch ein leidenschaftlicher Verfechter des kostenlosen öffentlichen Nahverkehrs. Nach 1976 stand er der Führung seiner Partei und der PPR-Vorsitzenden Ria Beckers kritisch gegenüber. Er verließ daher im September 1977 die Zweite Kammer und trat schließlich 1981 aus der PPR. Später wechselte er zu Parteien wie Democraten 66 (D66), Partij van de Arbeid (PvdA), 50PLUS und Ikkiesvooreerlijk.eu, spielte aber keine politische Rolle mehr.

## Leben

### Mitglied der Ersten und Zweiten Kammer
Michael „Michel“ Henricus Maria van Hulten absolvierte nach dem Schulbesuch ein Studium der Sozialgeographie und Stadtplanung und legte 1962 seine Promotion zum Doktor der Philosophie (Ph.D.) an der Universiteit van Amsterdam ab. Er war zunächst Mitglied der Katholieke Volkspartij (KVP), wo er zu den sogenannten „christlichen Radikalen“ gehörte, und wechselte danach 1968 zur Politieke Partij Radikalen (PPR). Am 25. Mai 1971 wurde er für die PPR Mitglied der Ersten Kammer der Generalstaaten (Eerste Kamer der Staten-Generaal), des Oberhauses des Parlaments (Generalstaaten), und gehörte dieser bis zum 7. Dezember 1972 an. Als Mitglied der Ersten Kammer befasste er sich unter anderem mit auswärtigen Angelegenheiten, Verteidigung, Sozialwohnungen, Raumordnung, Verkehrs- und Wasserwirtschaft sowie Landwirtschaft und Fischerei und hielt Reden bei der Debatte über das sogenannte „1000-Gulden-Gesetz“ (1000-guldenwet) bei der Immatrikulation von Studierenden.
Im Anschluss wurde er am 7. Dezember 1972 Mitglied der Zweiten Kammer der Generalstaaten (Tweede Kamer der Staten-Generaal), des Unterhauses des Parlaments, dem er bis zum 11. Mai 1973 angehörte. In seiner kurzen Zeit als Mitglied der Zweiten Kammer beschäftigte er sich mit Themen wie Verkehrs- und Wasserwirtschaft, Wissenschaftspolitik und Landwirtschaft.

### Staatssekretär im Ministerium für Verkehr und Wasserwirtschaft

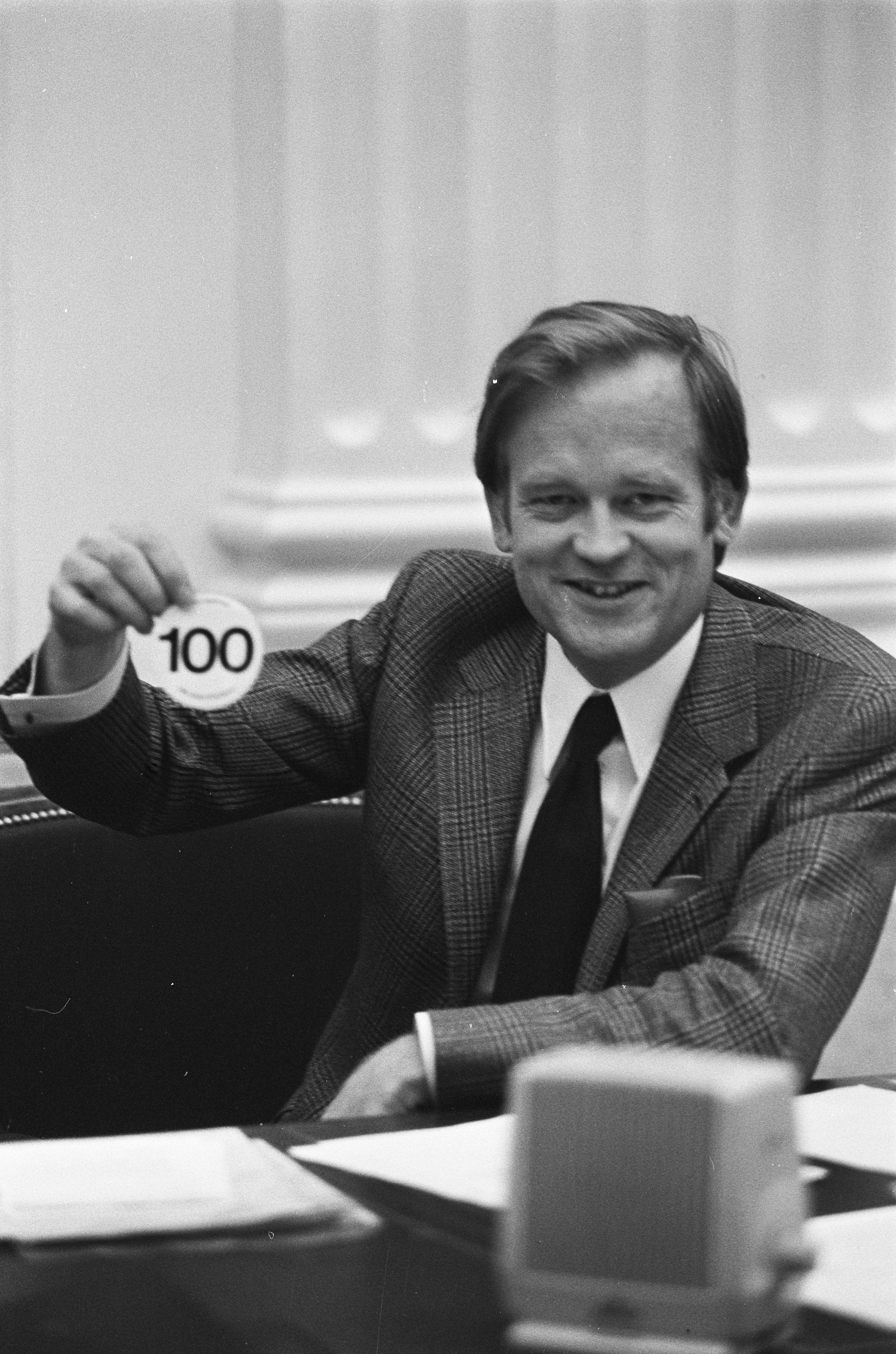
Staatssekretär van Hulten bei der Vorstellung eines Aufklebers zum Tempolimit von 100 km/h in der Zweiten Kammer der Generalstaaten (8. November 1973).

Am 11. Mai 1973 übernahm van Hulten im Kabinett Den Uyl das Amt als Staatssekretär im Ministerium für Verkehr und Wasserwirtschaft (Staatssecretaris van Verkeer en Waterstaat) und war als solcher bis zum 19. Dezember 1977 zuständig für den Staatsbetrieb Post, Telegrafie und Telefonie PTT (Staatsbedrijf der Posterijen, Telegrafie en Telefonie) die Generaldirektion Schifffahrt (Directoraat-Generaal van Scheepvaart), das Königlich Niederländische Meteorologische Institut KNMI (Koninklijk Nederlands Meteorologisch Instituut), Sozialangelegenheiten des Straßen- und Binnenschiffsverkehrs, nationale Angelegenheiten des Güterverkehrs auf Schiene, Straße und Wasserstraßen sowie internationalen Angelegenheiten der Bereiche Post, Telekommunikation und Verkehr.
Im Juni 1975 verteidigte er zusammen mit dem Staatssekretär im Innenministerium Wim Polak und dem Staatssekretär im Verteidigungsministerium Cees van Lent das Regierungsmemorandum über die Verbreitungspolitik (Spreidingsbeleid) öffentlicher Dienstleistungen, eine Politik, Menschen, Gruppen oder Dinge auf irgendeine Weise über ein größeres Ganzes zu verteilen. Während seiner Amtszeit als Staatssekretär wurde mit der Verlegung des Hauptsitzes des öffentlichen Post- und Telekommunikationsunternehmens PTT von Den Haag nach Groningen begonnen. 1977 legte er zusammen mit Finanzminister Wim Duisenberg den Gesetzentwurf zum Postbankgesetz vor, wonach durch den Zusammenschluss von Postgiro und Reichspostsparbank (Rijkspostspaarbank) die Postbank zu einem eigenständigen staatlichen Finanzunternehmen werden sollte. Dieser Gesetzentwurf wurde 1984 vom damaligen Finanzminister Onno Ruding zurückgezogen.
1977 wurde das Seerestitutionsgesetz (Wedervergeldingswet zeescheepvaart) erlassen, welches der Regierung ermöglichte, Vergeltungsmaßnahmen zu ergreifen, wenn die Interessen der niederländischen Handelsmarine ernsthaft verletzt werden. Beispielsweise kann für Schiffe aus einem bestimmten Land ein Fahrverbot verhängt werden oder auf Seeschiffen, die in niederländischen Gewässern verkehren, Abgaben erhoben werden. Der Gesetzentwurf wurde bereits 1970 vom damaligen Staatssekretär im Ministerium für Verkehr und Wasserwirtschaft Mike Keyzer vorgelegt. Ebenfalls 1977 erfolgte eine Novelle des Kraftfahrtgesetzes (Wet Autovervoer Goedere), das die Erlaubnis für Gelegenheitstransporte an die Zulassungsbescheinigung knüpfte und wonach Lizenznehmer LKWs mit Besatzung nicht mehr einfach Dritten zur Verfügung stellen konnte. Dies sollte zu einer besseren Einhaltung der im Verkehrssektor geltenden Vorschriften auch hinsichtlich der Lenkzeiten führen. In dieser Position hatte er mit Aktionen von Güterkraftverkehrsunternehmern gegen die Einführung des Fahrtenschreibers und von Schiffsführern gegen die Güterverteilung zu kämpfen.

### Wiederwahl in die Zweite Kammer, Parteienwechsel und erfolglose Kandidaturen

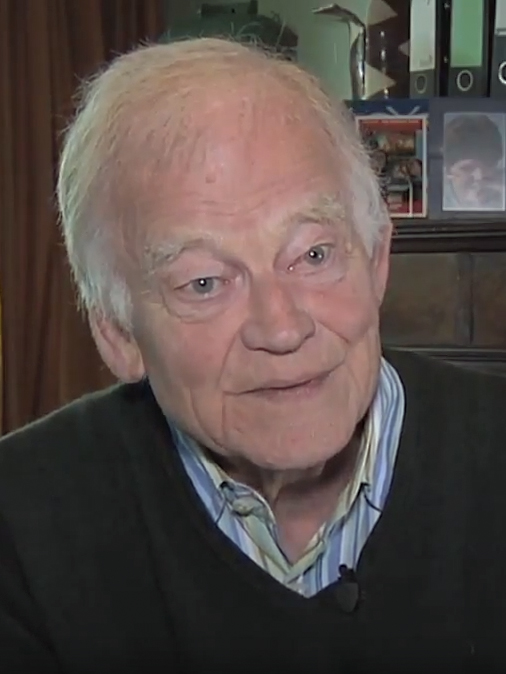
Michel van Hulten (2012)

Am 8. Juni 1977 wurde van Hulten für die PPR erneut Mitglied der Zweiten Kammer der Generalstaaten, der er bis zu seinem Mandatsverzicht am 8. September 1977 angehörte. Grund für seinen Mandatsverzicht war, dass er nach 1976 der Führung seiner Partei und der PPR-Vorsitzenden Ria Beckers kritisch gegenüber stand, gegen die er 1976 bei der Vorsitzendenwahl kandidiert hatte. Nach seinem Ausscheiden aus Regierung und Parlament war er von 1978 bis 1989 Mitarbeiter des Entwicklungsprogramms der Vereinten Nationen (UNDP) in Mali, Burkina Faso, Malaysia und New York City.
Innerhalb der PPR war er Anfang der 1980er Jahre mit Politikern wie Erik Jurgens, Constant van Waterschoot, Jacques Aarden, Ad Melkert, Dik van Kleef, Jacques Tonnaer und Wouter van Dam Mitglied der sogenannten „Godebaldgroep“, die eine Zusammenarbeit der PPR mit den Democraten 66 (D66) und der Partij van de Arbeid (PvdA) befürwortete. Er trat schließlich 1981 aus der PPR aus. Er war zwischen dem 1. Januar 1991 und dem 1. Januar 1996 Vorsitzender des Verbandes der Personalzusammenarbeit mit Entwicklungsländern (Vereniging Personele Samenwerking met Ontwikkelingslanden), einer Partnerschaft von 30 privaten Organisationen. Am 1. Februar 1991 wurde er ferner Leiter des niederländischen Büros der Globalen Koalition für Afrika GCA (Global Coalition for Africa) und war dort bis zum 3. Januar 1993 persönlicher Vertreter des Außenministers Hans van den Broek. Darüber hinaus wurde er 1992 Mitglied des Vorstands der Niederländisch-Polnischenen Kooperationsstiftung.
Michel van Hulten wechselte zu Beginn der 1990er Jahre zunächst zu den Democraten 66. Bei der Parlamentswahl am 3. Mai 1994 kandidierte er für die D66, verpasste allerdings den Wiedereinzug in die Zweite Kammer. Im Oktober 1997 trat er als Vorsitzender der Programmkommission der D66 zurück, nachdem er das 3-Prozent-Wachstumsziel kritisiert hatte und feststellte, dass dieses Ziel im Widerspruch zu den Umweltzielen des Programmentwurfs stand. Nachdem er 2004 kurzzeitig Mitglied von GroenLinks war, gehörte er zwischen 2005 und 2010 der Partij van de Arbeid (PvdA) an. Am 16. April 2007 wurde er Dozent für Governance an der Saxion University of Applied Sciences in Enschede. Er war zwischen 2010 und 2014 Mitglied der Partei 50PLUS und stand 2011 auf dem vierten Platz für deren Kandidatenliste zur Wahl zur Ersten Kammer. Allerdings verfehlte die Partei den Einzug in das Oberhaus des Parlaments. Zuletzt war Michel van Hulten, der auch ständiger Redakteur der Zeitschrift für politische Philosophie und Kultur Civis Mundi ist, bei der Europawahl am 22. Mai 2014 Spitzenkandidat der Partei Ikkiesvooreerlijk.eu, die allerdings keinen Sitz im Europäischen Parlament erlangte.
Aus seiner Ehe mit Els van Hulten-Delfgaauw (1937–2019), die Beigeordnete (Wethouder) in Lelystad und Mitglied des Parlaments (Provinciale Staten) der Provinz Flevoland, ging der Politiker Michiel Frans van Hulten (* 1969) hervor, der unter anderem zwischen 1999 und 2004 Mitglied des Europäischen Parlaments sowie von 2005 bis 2007 Vorsitzender der Partij van de Arbeid war.

## Veröffentlichungen
- Gratis openbaar vervoer, 1972
- Djibouti, ville et pays en voie de développement. Rapport, 1983